# さらば友よ
『さらば友よ』（さらばともよ）は、1974年4月15日に発売された森進一の30枚目のシングル。

1974年10月藤圭子LP「命火」。1976年新沼謙治LP「おもいで岬」。2012年8月舟木一夫LP「カバーソング スペシャルセレクション」。2015年1月八代亜紀「日本の名曲歌謡を歌う」。2021年8月中澤卓也「繋ぐ Vol.3 ～カバー・ソングス III Elements～」などにカバー収録されている。

## 収録曲
- 両楽曲共に、作詞：阿久悠／作曲：猪俣公章／編曲：森岡賢一郎

1. さらば友よ（4分47秒）
2. 妹よ（3分21秒）